# Cannaceae
Cannaceae is de botanische naam van een familie van eenzaadlobbige planten. Een familie onder deze naam wordt algemeen erkend door systemen voor plantensystematiek, en ook door het APG-systeem (1998) en het APG II-systeem (2003).
De familie kent slechts één geslacht: Canna. Het zijn alle soorten uit de tropische of subtropische gebieden in Amerika. Ze hebben grote bladeren. Net als alle planten uit de orde Zingiberales hebben ze een uitgebreid rizomenstelsel.
Ze worden vaak als sierplant gebruikt.